# Марфино (Новгородская область)
Ма́рфино — деревня в Старорусском муниципальном районе Новгородской области, в составе Новосельского сельского поселения.
Расположена на правом берегу реки Порусья, к югу от Старой Руссы. На противоположном — правом берегу реки находятся деревня Псковитино. Через Марфино проходит автодорога Р51 (Шимск — Старая Русса — Поддорье — Холм — Локня — Великие Луки — Невель). Площадь территории деревни 72,4 га.
В Новгородской земле эта местность относилась к Шелонской пятине. Деревня была впервые упомянута в писцовых книгах пятины 1498 года. В Новгородской губернии деревня в Старорусском уезде, затем с 1927 года в Старорусском районе Ленинградской области, а с 1944 года в Новгородской области.

## Население
| 2010 | 2011 |
| ---- | ---- |
| 23   | ↗27  |